# Fountains of Wayne
I Fountains of Wayne sono stati un gruppo musicale rock statunitense, formatasi nel 1996 a Northampton (Massachusetts). Il loro singolo di maggior successo è stato Stacy's Mom, del 2003.

## Formazione
- Chris Collingwood - voce, chitarra, tastiere
- Jody Porter - chitarra
- Adam Schlesinger - basso
- Brian Young - batteria

## Discografia

### Album studio
- 1996 - Fountains of Wayne
- 1999 - Utopia Parkway
- 2003 - Welcome Interstate Managers
- 2007 - Traffic and Weather
- 2011 - Sky Full of Holes

### Raccolte
- 2005 - Out-of-State Plates